# Мечеть Челебилер
Мечеть Челебилер (азерб. Çələbilər məscidi) — историко-архитектурный памятник, мечеть XVII века, расположенная в селе Челебилер Джебраильского района Азербайджанской Республики.
Постановлением Кабинета Министров Азербайджанской Республики № 132 от 2 августа 2001 года включена в список недвижимых памятников истории и культуры местного значения.

## История
Мечеть Челебилер расположена в селе Челебилер Джебраильского района Азербайджана. Построена в 1678 году по заказу Мухамедда ибн Гаджи Гараман Ахмеда. При мечети также действовало медресе, где преподавались религиозные и светские науки. Живший в XVIII веке азербайджанский поэт Молла Вели Видади также преподавал в этом медресе.
После советской оккупации Азербайджана власти в 1928 году начали борьбу против религии. В декабре того года ЦК КП Азербайджана передал большое количество мечетей, церквей и синагог на баланс клубов в целях проведения просветительской работы. Если в 1917 году в Азербайджане было 3 тысячи мечетей, то в 1927-м это число составляло 1700, а в 1933-м — 17. Мечеть Челебилер тоже приостановила свою деятельность.
После восстановления независимости Азербайджана постановлением № 132 Кабинета Министров Азербайджанской Республики от 2 августа 2001 года мечеть была включена в список недвижимых памятников истории и культуры национального значения. Ещё до этого комплекс мечети-медресе был восстановлен в прежнем виде. После оккупации армянскими вооружёнными силами села Челебилер в 1993 году мечеть была разграблена и сожжена. 26 октября 2020 года село было освобождено вооружёнными силами Азербайджана от оккупации.